# Радивой Остоич
Радивой Остоич (на босненски: Radivoj Ostojić) е антикрал на Босна в периода 1432 – 1435 и повторно през 1443 – 1446 г. Той е поддържан и признат като крал от Османската империя и Сръбското деспотство, както и от сръбските влиятелни родове Косача и Павловичи. Никога не е признат от западноевропейските държави.
Радивой е по-големият от двамата незаконородени синове на крал Остоя Котроманич. По всяка вероятност е роден по времето на брака на Остоя Котроманич с Куява Радинович. Баща му признава пред папата, че майката на момчето също е била омъжена по това време. Прякорът на Радивой Кристич или Христич се предполага, че идва именно от името на неговата майка.
Радивой започва да претендира за короната още от 1428 г., но се превръща в сериозен претендент чак през 1430 г., когато получава подкрепата на османците. Три години по-късно той вече контролира по-голямата част от Босна докато крал Твъртко II е изтласкан само в централните и северозападните части на страната. Османците овладяват Бобовац от името на Радивой през 1434 г. Но през следващата година те спират да го подкрепят и Радивой губи влияние, принуждавайки се да бяга в Захумлието при рода Косача. Твъртко II възстановява властта си. След смъртта на Твъртко II през 1443 г. на престола сяда посочения от него за наследник Стефан Томаш, по-малкия брат на Радивой. За кандидатурата на Радивой се обявяват проосманската фракция в двора начело с клана Косача. Междуособиците продължават до 1446 г., когато Стефан Томаш е признат за крал включително и от Радивой. Радивой е компенсиран от брат си с някои имения като напр. Комотинската твърдина близо до Яйце.
След смъртта на крал Стефан Томаш през юли 1463 г. се понасят слухове за вината на Радивой и сина на Томаш Стефан Томашевич Котроманич, които по всяка вероятност били неоснователни. Отношенията между Радивой и племенника му Стефан Томашевич били сърдечни, но управлението на новия крал било кратко, тъй като безразсъдно предизвикал османците, които сложили край на независимостта на Босна през май 1463 г. Радивой го придружил при опита му да избяга в Хърватия, но двамата били заловени при граничния босненски град Ключ от войниците на султан Мехмед II и обезглавени. Заедно с тях бил екзекутиран и 13-годишният син на Радивой Твъртко. Вдовицата на Радивой Катерина успяла да избяга в Далмация, а вторият му син Матия известно време бил използван от османците като крал марионетка.

## Семейство
През 1449 г. Радивой сключил брак с унгарската благородничка Катерина, от която имал трима сина – Твъртко Котроманич (екзекутиран от османците в 1463 г.), Георги Котроманич и Матия Шабанчич Котроманич, поставен през 1465 г. на босненския трон като крал-марионетка от османците до смъртта си през 1471 г.